# Vachères-en-Quint

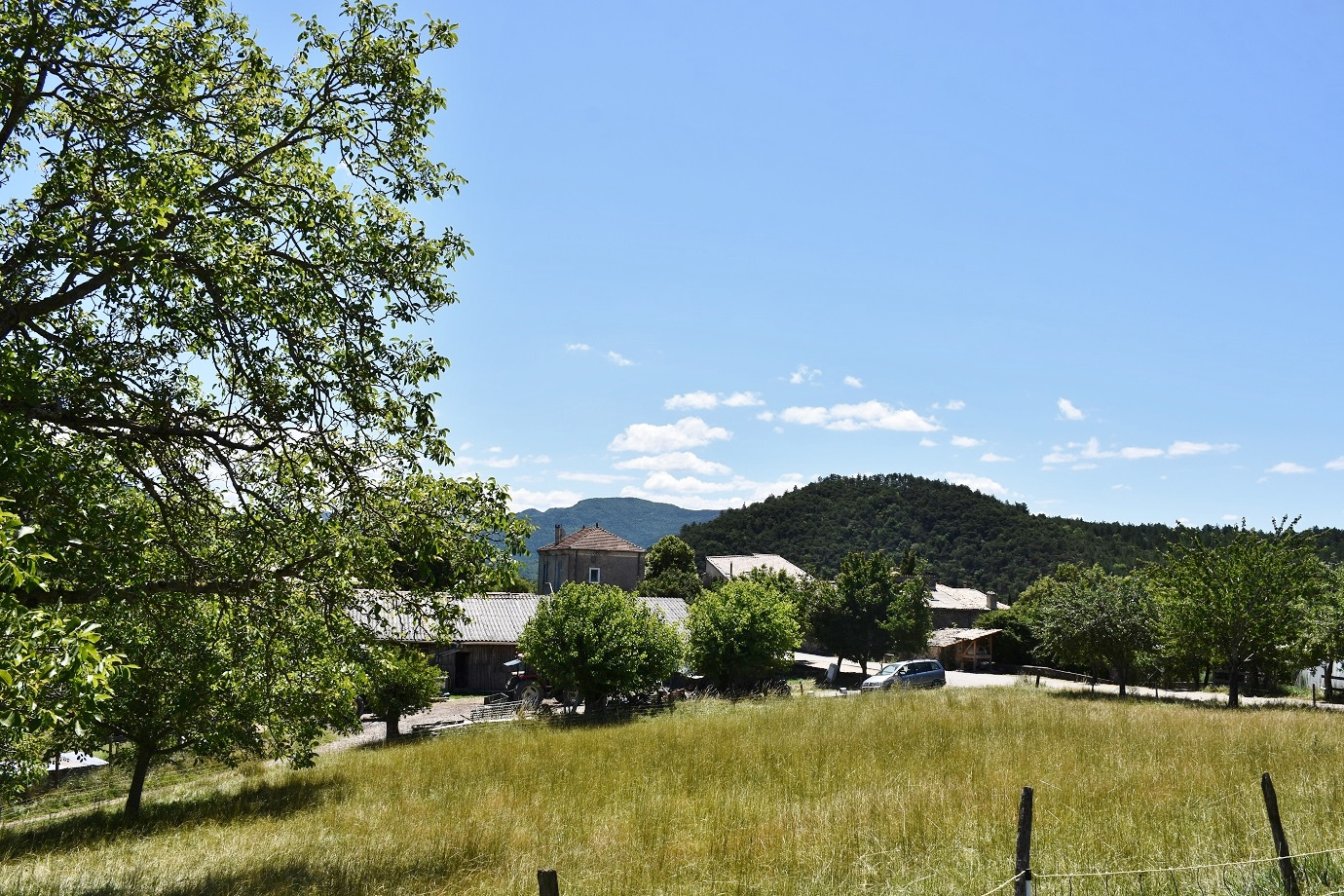
Vachères-en-Quint

Vachères-en-Quint ist eine französische Gemeinde im Département Drôme in der Region Auvergne-Rhône-Alpes. Sie gehört zum Arrondissement Die und zum Kanton Le Diois.

## Lage
Sie grenzt im Norden an Saint-Andéol, im Osten an Sainte-Croix, im Süden an Pontaix und im Westen an Eygluy-Escoulin. An der östlichen Gemeindegrenze verläuft das Flüsschen Sure.

## Bevölkerungsentwicklung
| Jahr                       | 1962 | 1968 | 1975 | 1982 | 1990 | 1999 | 2008 | 2016 |
| -------------------------- | ---- | ---- | ---- | ---- | ---- | ---- | ---- | ---- |
| Einwohner                  | 20   | 20   | 19   | 23   | 26   | 34   | 30   | 31   |
| Quellen: Cassini und INSEE |      |      |      |      |      |      |      |      |